# Microxyla
Microxyla là một chi bướm đêm thuộc họ Erebidae.